# RKS Prąd Warszawa

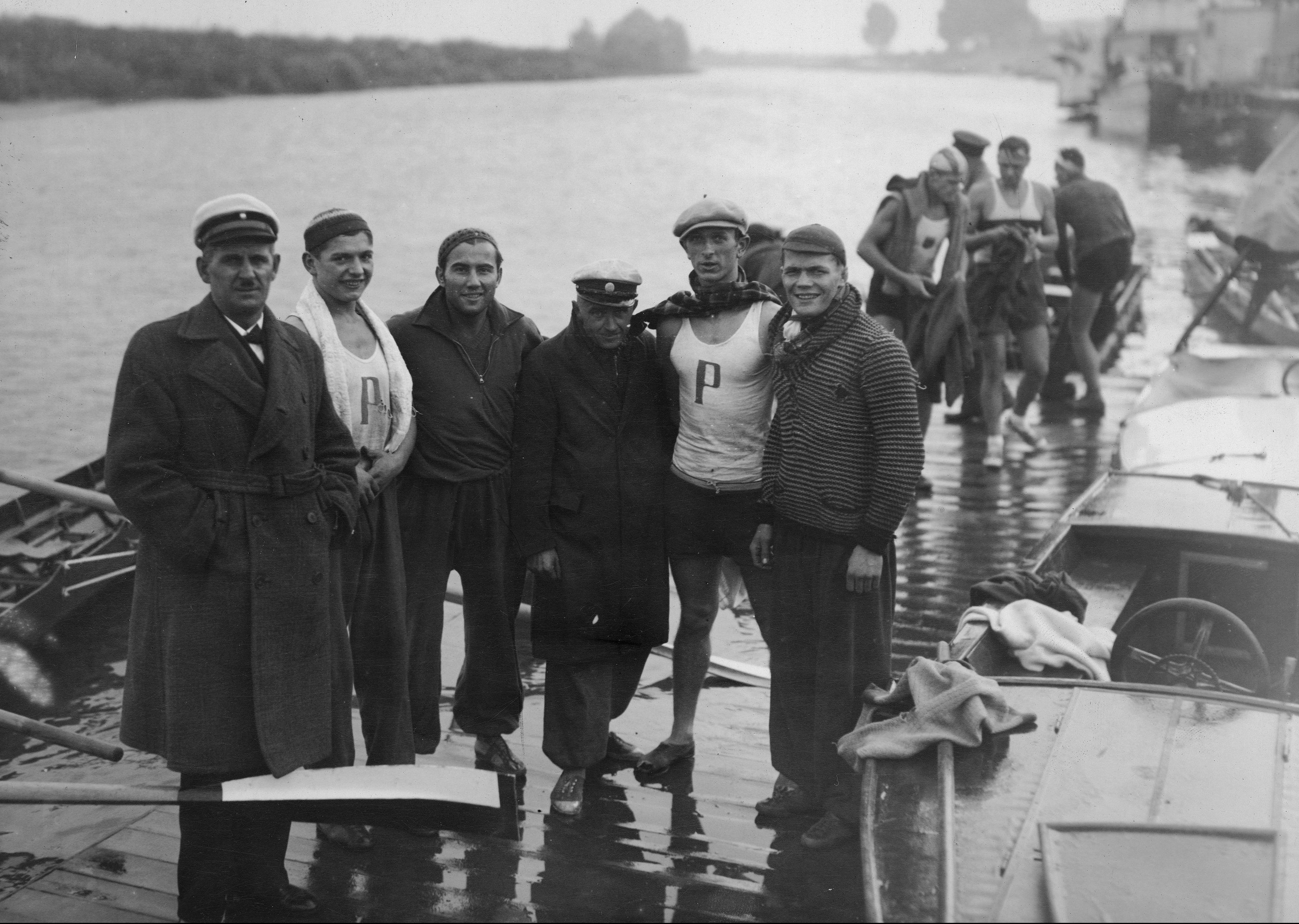
Zwycięska czwórka RKS Prąd na regatach w 1933

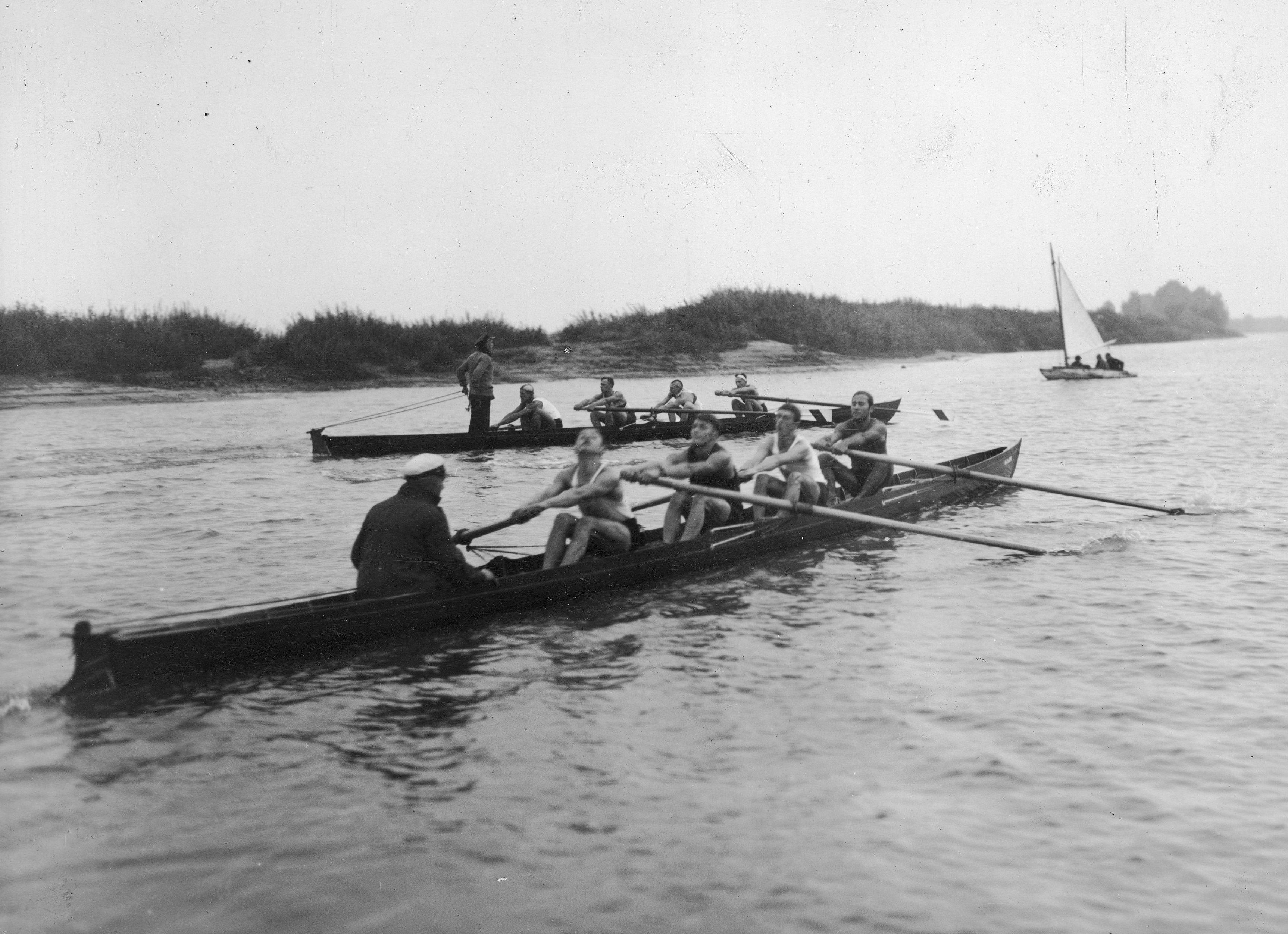
Klubowa czwórka podczas wyścigu w 1933

Robotniczy Klub Sportowy „Prąd” – klub wielosekcyjny, założony w Warszawie w 1930 roku. Do 1932 działał jako RKS „Elektrownia”.  Zaprzestał działania latem 1937 roku.

## Historia
W latach 20. XX wieku w celu popularyzacji swojej partii wśród robotników, Polska Partia Socjalistyczna tworzyć zaczęła robotnicze kluby sportowe (tzw. RKS-y). W związku z rozłamem PPS w 1928 i wydzieleniem się PPS – dawnej Frakcji Rewolucyjnej, rozłam ten rozciągnął się również na sferę RKS-ów. Działacze lewicy, którzy przeszli do Frakcji Rewolucyjnej utworzyli „swoje” RKS-y – między innymi RKS „Prąd” Warszawa, stworzony w roku 1930 przez działaczy, którzy odeszli z PPS-owskiego klubu RKS „Elektryczność”. Klub zrzeszał pracowników elektrowni Warszawskich i początkowo nazywał się RKS „Elektrowania”, jednak podobieństwo brzmienia do RKS „Elektryczność” wymusiło zmianę nazwy.
Wsparcie klubu przez PPS – dawna Frakcja Rewolucyjna, zapewniało finansowanie ze środków publicznych (PPS-dFR stanowiło odłam lewicy popierającej rządowy obóz sanacji).
W roku 1937 klub został rozwiązany, a jego zawodnicy przeszli w większości do Syreny Warszawa.

## Sekcja wioślarska
Jedną z wiodących dyscyplin w RKS „Prąd” był sport zarezerwowany dotychczas dla bogatszych klubów wyższych warstw społecznych – wioślarstwo. „Prąd” był pierwszym polskim klubem robotniczym posiadającym taką sekcję. Nie dysponował jednak własną przystanią – współużytkował Przystań Centralnego Zrzeszenia Robotniczych Organizacji Sportowych przy ul. Wioślarskiej 12 (wcześniej była już tam Skra Warszawa). Członkostwo PZTW klub uzyskał w 1932. W 1934 RKS „Prąd” był już trzecim najsilniejszym klubem wioślarskim Warszawy – za WTW i KW Wisła.

## Sekcja kolarska
Sekcja kolarska klubu największe sukcesy odniosła w 1934 – podczas Robotniczych Mistrzostw Polski w pierwszej dziesiątce było aż 8 jej zawodników (w tym: zdobyli złoty i brązowy medal). Byli zawodnicy „Prądu”, Józef Kapiak, Mieczysław Kapiak i Józef Ignaczak zdobywali pod koniec lat 30. medale Mistrzostw Polski i reprezentowali Polskę na arenie międzynarodowej.

## Sekcja zapasów
Trenerem zapasów był w klubie Wincenty Pol. W 1934 zapaśnicy „Prądu”” awansowali do rozgrywek A-klasy. Był to jeden z najsilniejszych klubów zapaśniczych ówczesnej Warszawy.

## Sekcja piłki nożnej
Grała na boisku „Domu Ludowego” przy ul. Zielenieckiej. Pomimo braku własnego trenera, w 1933 awansowała do B-klasy. Większych sukcesów klub jednak nie odnosił.

## Sekcja bokserska
Utworzona w marcu 1934, większych sukcesów nie odnotowała. Jej zawodnikiem był  działacz socjalistyczny i niepodległościowy Konstanty Jagiełło.

## Wyniki sportowe sekcji wioślarskiej
W rywalizacji sportowej PZTW wioślarze „Prądu” Warszawa uczestniczyli od 1932 do 1936. W poszczególnych latach uzyskali następujące wyniki w klasyfikacji klubowej (dane według tabel punktacyjnych PZTW za poszczególne lata - podane zostało miejsce i ilość klubów, które zdobyły w regatach punkty i oficjalnie je sklasyfikowano):
- w 1932 – 24. miejsce  na 27 klubów[8],
- w 1933 – 20. miejsce  na 42 kluby[9],
- w 1934 – 10. miejsce  na 41 klubów[10],
- w 1935 – 19. miejsce  na 46 klubów[11],
- w 1936 – 32. miejsce  na 42 kluby[12].

Warto zauważyć, iż w poszczególnych latach wiele klubów w rywalizacji tej nie uczestniczyło lub nie zdołało zdobyć punktów.

## Wybitni zawodnicy

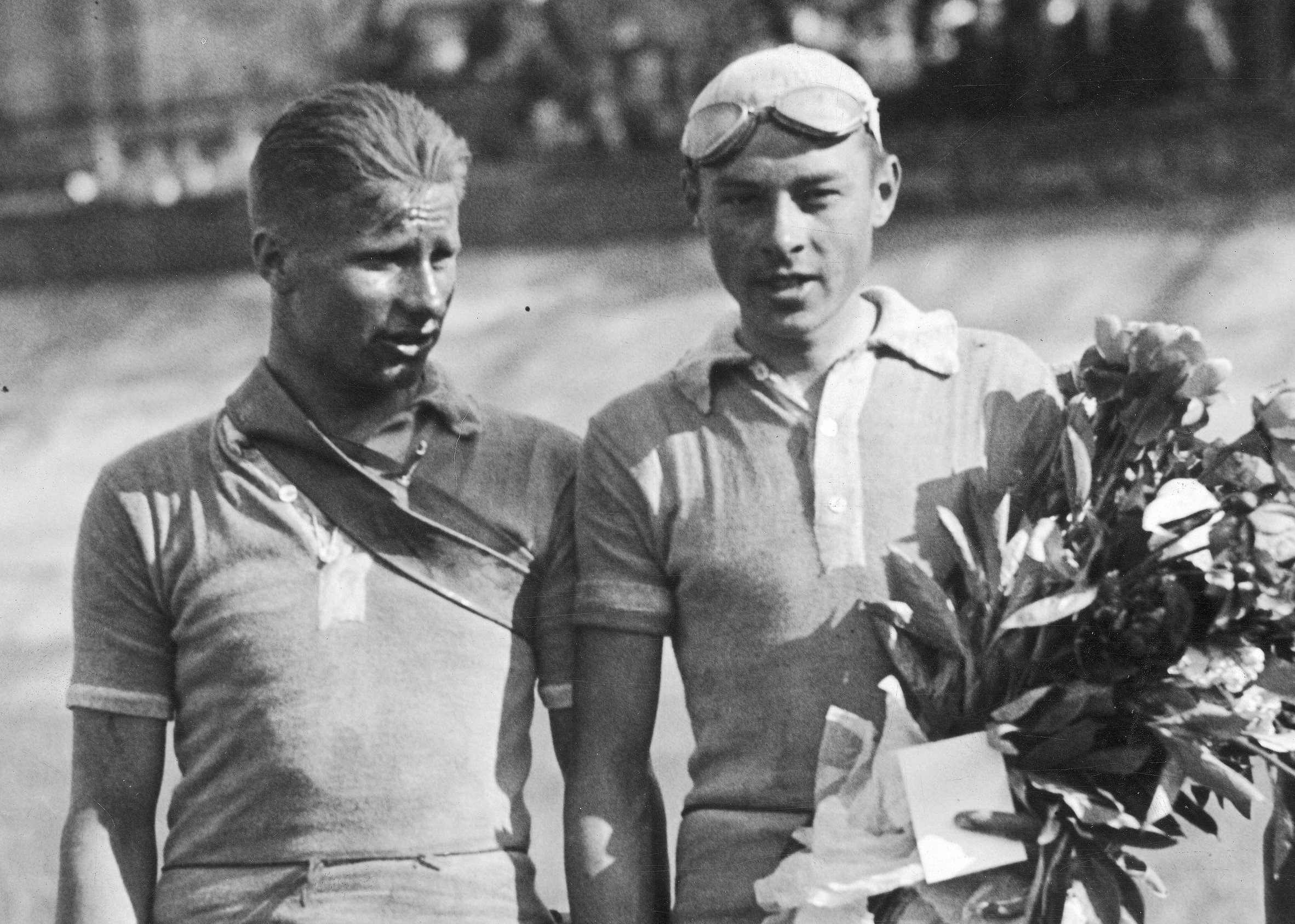
bracia Mieczysław (z lewej) i Józef Kapiakowie

Najwybitniejszymi zawodnikami „Prądu” Warszawa byli:
Mieczysław Kapiak – Wychowanek „Prądu”, już w barwach klubu Jur Warszawa olimpijczyk z 1936 z Berlina oraz dwukrotny medalista Mistrzostw Polski ze startu wspólnego. Jego najlepsze wyniki: 
- 1936 –  Igrzyska Olimpijskie, Berlin – wyścig ze startu wspólnego – 38. miejsce,
- 1938 – szosowe Mistrzostwa Polski ze startu wspólnego –  srebrny medal,
- 1939 – szosowe Mistrzostwa Polski ze startu wspólnego –  brązowy medal[13].

Józef Kapiak – najbardziej utalentowany kolarz Polski końca lat 30. Już po rozwiązaniu RKS „Prąd” Warszawa, przed II wojną światową osiągnął następujące sukcesy:
- 1938 – szosowe Mistrzostwa Polski ze startu wspólnego –  złoty medal,
- 1939 – szosowe Mistrzostwa Polski ze startu wspólnego –  złoty medal,
- 1937 – Tour de Pologne, klasyfikacja końcowa –  trzecie miejsce[13].